# Michel Lambot
Michel Lambot es un deportista francés que compitió en vela en la clase Europe. Ganó una medalla de oro en el Campeonato Mundial de Europe de 1967.

## Palmarés internacional
| Campeonato Mundial | Campeonato Mundial | Campeonato Mundial | Campeonato Mundial |
| Año                | Lugar              | Medalla            | Clase              |
| ------------------ | ------------------ | ------------------ | ------------------ |
| 1967               | Ostende (Bélgica)  | Medalla de oro     | Europe             |